# Goodshirt
 (juillet 2012).
Goodshirt était un groupe néo-zélandais de pop rock, originaire d'Auckland, et actif de 2000 à 2004. Ses membres étaient Gareth Thomas, Murray Fisher, Rodney Fisher et Mike Beehre.

## Histoire
Goodshirt s'est fait connaître du grand public en août 2001 avec la sortie de leur premier album Good. Sophie fut le premier single néo-zélandais à atteindre la première place des charts en 18 mois, et fut nommé "Single de l'année" au "NZ Music Awards" de 2003. Blowing Dirt et Place To Be atteignirent le Top 10 des single radio. Good passa sept semaines dans le Top 50 et fut vendu à plus de 25 000 exemplaires. Ses ventes sont considérables pour un pays de la taille de la Nouvelle-Zélande, et équivalent à presque un double platine, selon les seuils fixés par la Recording Industry Association of New Zealand.
Dans cet album, le groupe mélange rock et pop, tout en y ajoutant des éléments de musique électronique et de reggae. La couleur musicale qui en sort est résolument originale.
En 2004, le groupe sort un second album, Fiji Baby. Le disque est dans l'ensemble moins nerveux que le précédent, à l'instar du premier single qui en est extrait, Fiji Baby. Fisher explique que ce qui leur importe est "le côté minimal et l'espace autour des instruments"; le disque est plus influencé par les Beatles et les Beach Boys que ne l'était Good. Il atteint la même place dans les charts (5e), mais les singles sont moins bien classés 
Goodshirt a enregistré ses deux albums dans une cabane de jardin à Grey Lynn, dans la banlieue d'Auckland, y trouvant une meilleure inspiration que dans les studios d'enregistrement .
En 2004, le groupe se sépare. Rodney Fisher rejoint le groupe Breaks Co-op, et vit et travaille actuellement[Quand ?] à Londres. Mike Beehre et Murray Fisher ont fondé le groupe Voom, signé sur le label Lil' Chief Records, à Auckland.

## Vidéos
Goodshirt est très réputé pour ses clips. Généralement à petit budget, ils sont souvent tournés par des amis du groupe.

## Discographie

### Albums
- Good (en) (juillet 2001)
- Fiji Baby (en) (février 2004)

### Singles
| Year | Single         | Album     | Charted | Certification |
| ---- | -------------- | --------- | ------- | ------------- |
|      | "Place To Be"  | Good      | 22 (NZ) | -             |
|      | "Sophie"       | Good      | 1 (NZ)  | -             |
|      | "Green"        | Good      | 12 (NZ) | -             |
|      | "Monotone"     | Good      | 31 (NZ) | -             |
|      | "Blowing Dirt" | Good      | 13 (NZ) | -             |
|      | "Buck It Up"   | Fiji Baby | 2 (NZ)  | -             |
|      | "Fiji Baby"    | Fiji Baby | 1 (NZ)  | -             |